# Naajaat
Naajaat is een plaats in de gemeente Avannaata, Groenland. In 2018 woonden er 44 personen. Naajaat ligt ongeveer 41 kilometer ten noorden van de plaats Upernavik. 

## Ligging
Naajaat ligt op een rotsachtig, onbegroeid eilandje voor de westkust van Groenland, ongeveer 700 km ten noorden van de poolcirkel. Tot de kleine eilandengroep behoren ook de grotere eilanden Kangilleq en Sanningasorsuaq. De dichtstbijzijnde andere woonplaats is Innaarsuit met circa 180 inwoners, negen kilometer naar het noordwesten. De districtshoofdplaats Upernavik ligt 41 km naar het zuiden.

## Economie
Het grootste deel van de bewoners leeft van de visvangst. De omgeving is rijk aan zwarte heilbot. De vangst wordt in Innaarsuit verwerkt, waar een visfabriek is. Een tweede inkomstenbron is toerisme.

## Infrastructuur en voorzieningen
Er is geen haven, de vissersboten liggen direct aan de oever. Een heliport ontbreekt en er zijn geen wegen, de huizen staan los in het terrein. Verkeer in de omgeving vindt plaats per sneeuwmobiel of hondenslee.
Nukissiorfiit zorgt voor de stroomvoorziening met een dieselgenerator. TELE Greenland zorgt voor de telecommunicatie. Afval wordt gestort, er is geen verbrandingsinstallatie.

## Bebouwing
Er staan nog geen 20 huizen. Het schoolgebouwtje ontvangt rond de 5 kinderen; het dient ook als gemeenschapsruimte en kerkje. Er is een bibliotheek. Een winkel ontbreekt, de levering van goederen loopt via Innaarsuit.

## Bevolkingsontwikkeling
Het aantal inwoners nam toe tussen 1970 en 2000, waarna weer een daling volgde.
| jaar | inwoners |
| ---- | -------- |
| 1977 | 29       |
| 1981 | 44       |
| 1991 | 45       |
| 2001 | 60       |
| 2011 | 50       |
| 2018 | 44       |

## Panorama

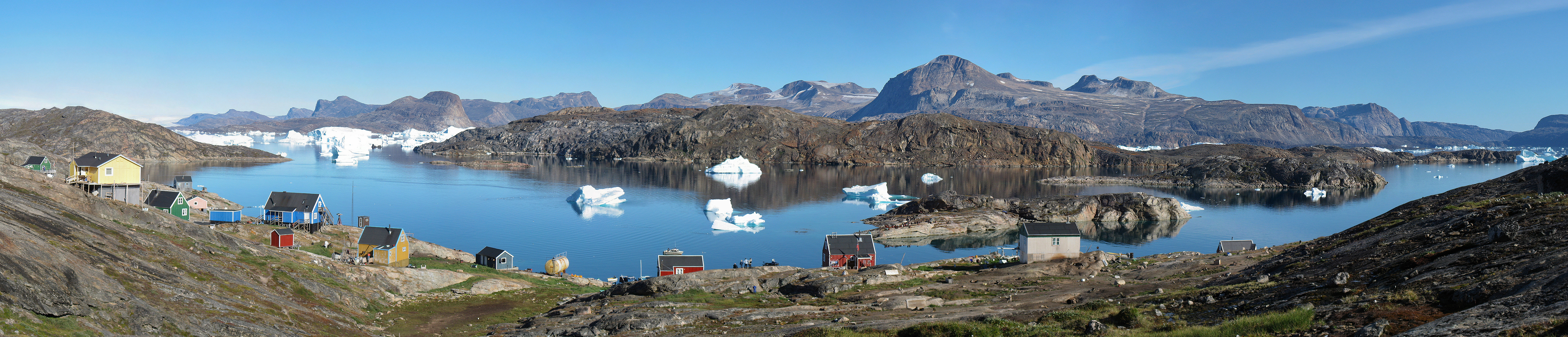
Naajaat (2007)